# Alcsil
Alcsil románul: Cil, település Romániában, a Partiumban, Arad megyében.

## Fekvése
Borossebestől délkeletre, a Fehér-Köröstől délre fekvő település.

## Története
Alcsil, Csil a középkorban Zaránd vármegyéhez tartozott. 1369-ben Chyle,  1439-ben Cyl, Alsowcyl, 1746-ban Alsó-Csély, Felső-Csél, 1888-ban Alcsill, 1913-ban Alcsil néven írták. 
1316-ban Chyl Leel magister és testvérei örökölt birtokai közé tartozott. 1439-ben Cyl, Alsowcyl a világosi vár tartozékai között volt felsorolva.
1808-ban Csil (Alsó-), Csul de dzsosz neveken szerepelt, az Almayak birtoka volt. 1918 előtt a település híres volt almatermesztéséről és cserépiparáról. 1910-ben 921 lakosából 88 magyar, 10 német, 821 román volt. Ebből 82 római katolikus, 820 görögkeleti ortodox, 9 izraelita volt. A trianoni békeszerződés előtt Arad vármegye Borossebesi járásához tartozott.

## Források

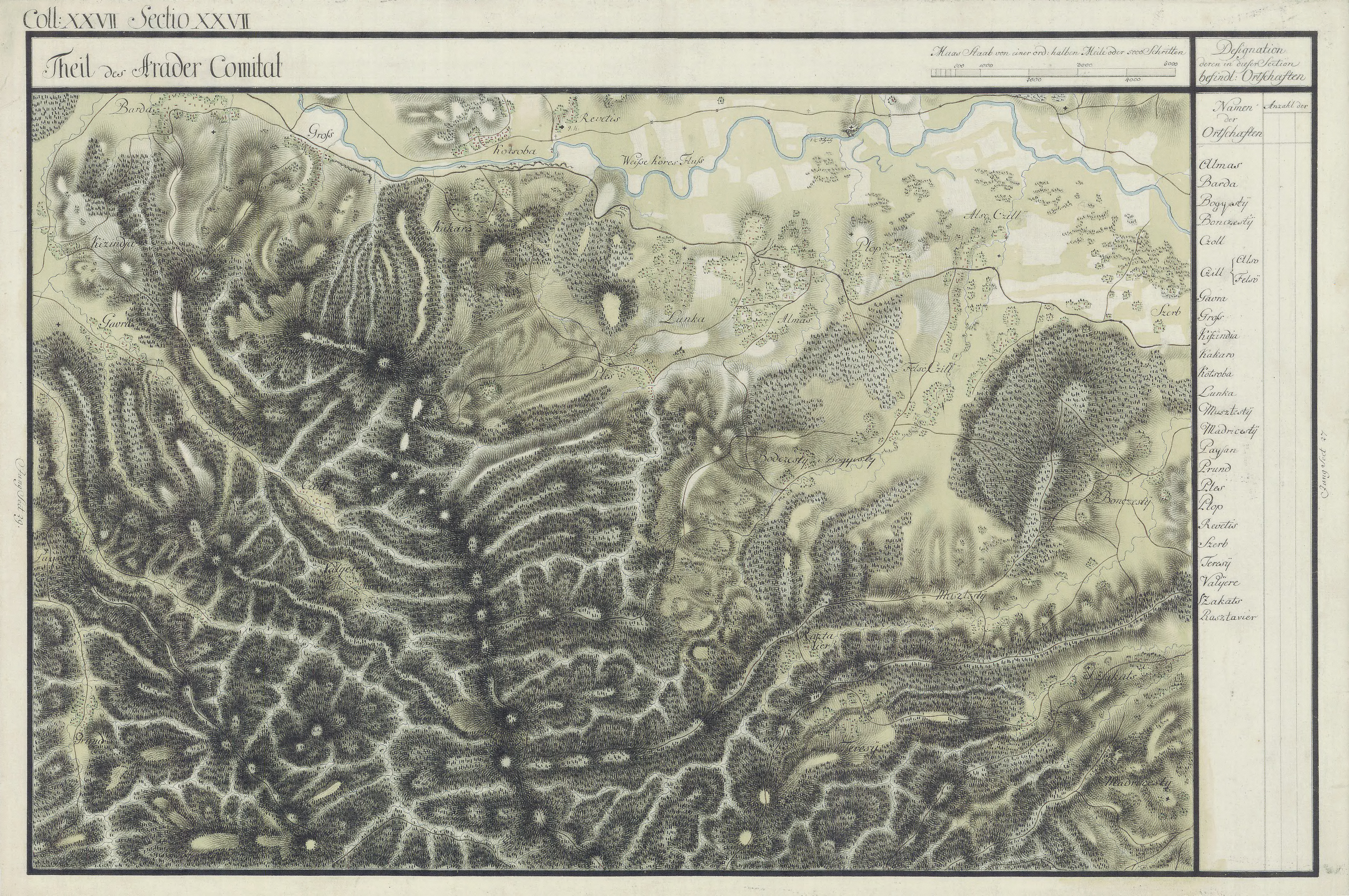
Alcsil egy régi térképen